# Ludger Honnefelder
 (mai 2023).
Si vous disposez d'ouvrages ou d'articles de référence ou si vous connaissez des sites web de qualité traitant du thème abordé ici, merci de compléter l'article en donnant les références utiles à sa vérifiabilité et en les liant à la section « Notes et références ».
Ludger Honnefelder, né le 25 mars 1936 à Cologne, est un philosophe allemand et  professeur émérite de philosophie à l'université de Bonn.

## Carrière scientifique
Après avoir étudié la philosophie, la théologie catholique et la  pédagogie à Bonn, Innsbruck et Bochum, il a été ordonné prêtre en 1964 et a travaillé dans le ministère pastoral de l'archidiocèse de Cologne.
Après avoir obtenu son doctorat et son habilitation en philosophie à l'Université de Bonn, il a travaillé de 1972 à 1988, d'abord comme chargé de cours puis comme professeur de philosophie à la Faculté de théologie de l'Université de Trèves puis au Séminaire de théologie catholique et à l'Institut de Philosophie de la Freie Universität. En 1988, il est nommé professeur de philosophie à l'université de Bonn. En 1999, il a été invité à donner les leçons de la Chaire Étienne Gilson,  qu'il a principalement consacrées à Duns Scot. Après sa retraite en 2001, il a occupé de 2005 à 2007 la nouvelle Romano Guardini à la faculté de théologie de la Humboldt Universität. 
Ses recherches ont porté sur la métaphysique, l'éthique (avec une référence particulière à l'éthique appliquée) et l'anthropologie ainsi que sur l'histoire de la philosophie au Moyen Âge et au début des temps modernes. Il est en particulier spécialiste de Duns Scot, sur la pensée duquel ses travaux font autorité. De 1995 à 2012, il a également dirigé l'Institut Albertus Magnus à Bonn, qui s'occupe de l'édition critique des œuvres d'Albert le Grand.

## Engagement politique
De 1993 à 2012, Ludger Honnefelder a été membre de la délégation allemande au Comité de bioéthique du Conseil de l'Europe. Il a été membre de la commission d'enquête sur "Le droit et l'éthique dans la médecine moderne" du Bundestag pendant la quatorzième législature. 

## Distinctions et honneurs
Il est docteur honoris causa de l'Université d'Innsbruck en 1999 ; il est récipiendaire de la médaille Palacky en or de l' Académie tchèque des sciences et de la médaille de l'Institut franciscain 2007. En 2007, il a reçu la Croix fédérale du mérite. En 2016, Honnefelder a reçu la bague d'honneur de la société Görres.

## Publications
- Ens inquantum ens. Der Begriff des Seienden als solchen als Gegenstand der Metaphysik nach der Lehre des Johannes Duns Scotus, Münster: Aschendorff 1979, 2. A., 1989.
- Scientia transcendens. Die formale Bestimmung der Seiendheit und Realität in der Metaphysik des Mittelalters und der Neuzeit (Duns Scotus – Suárez – Wolff – Kant – Peirce). Hamburg: Meiner, 1990.
- Thomas von Aquin, Studienbrief der Université par correspondance d'Hagen (de): Paradigmen des Philosophierens im Mittelalter 2, Hagen, 1999.
- La métaphysique comme science transcendentale entre le Moyen Âge et les Temps Modernes, Paris, Presses universitaires de France, 2002.
- Johannes Duns Scotus. München: Beck, 2005.  (ISBN 3-406-51116-3)
- Was soll ich tun, wer will ich sein? Vernunft und Verantwortung, Gewissen und Schuld, Berlin: University Press 2007  (ISBN 978-3-940432-05-6)
- Woher kommen wir? Ursprünge der Moderne im Denken des Mittelalters, Berlin: University Press, 2008  (ISBN 978-3-940432-28-5)
- Johannes Duns Scotus. Denker auf der Schwelle vom mittelalterlichen zum neuzeitlichen Denken, Paderborn: Ferdinand Schöningh, 2011  (ISBN 978-3-506-77229-9)
- Albertus Magnus und die kulturelle Wende im 13. Jahrhundert – Perspektiven auf die epochale Bedeutung des großen Philosophen und Theologen, Münster: Aschendorf, 2012  (ISBN 978-3-402-11194-9)
- Im Spannungsfeld von Ethik und Religion, Berlin: University Press, 2014  (ISBN 978-3-86280-073-5)
- Was ist Wirklichkeit? Zur Grundfrage der Metaphysik, hg. von Isabelle Mandrella und Hannes Möhle, Paderborn: Ferdinand Schöning, 2016  (ISBN 978-3-506-78491-9)
- Ainsi que de nombreuses contributions et rédactions dans les domaines de recherche susmentionnés